# Roger E. Olson
Roger E. Olson (nascido em 1952) é um teólogo batista arminiano e professor de teologia no Seminário Teológico George W. Truett, Universidade Baylor, em Waco, Texas, EUA.
Olson nasceu em Des Moines, Iowa, e estudou no Open Bible College em Des Moines, Seminário Batista Norte-Americano, e na Universidade Rice.
Ele também é um pastor batista ordenado. É casado e tem dois filhos.
Sendo um arminiano de cinco pontos, escreveu um livro (Contra o Calvinismo, 2011) argumentando a favor desta escola de teologia.
É conhecido por uma visão ampla daquilo que constitui a "ortodoxia" protestante. Por exemplo, sobre aniquilacionismo ele comentou que alguns teólogos evangélicos têm "ressuscitado os velhos rótulos polêmicos de heresia e ensino aberracional" para marginalizar outros evangélicos que mantêm este ponto de vista (The mosaic of Christian belief, 2002). Olson é um dos escritores que vê duas "coalizões livres" em desenvolvimento na teologia evangélica.
Olson cunhou o termo "Princípio de Pannenberg" para o argumento de Wolfhart Pannenberg (1969) que a divindade de Deus é a sua regra — "A divindade de Deus e do reino de Deus no mundo são inseparáveis."